# Якушкин, Дмитрий Дмитриевич
Дмитрий Дмитриевич Яку́шкин (род. 4 февраля 1957, Москва) — советский и российский журналист, пресс-секретарь первого президента России Бориса Ельцина, был пятым и последним его пресс-секретарём. Сын генерал-майора КГБ Д. И. Якушкина.

## Биография
Родился 4 февраля 1957 года в Москве.
В юности жил в США, учился в американской школе. В 1979 году окончил факультет международной журналистики Московского государственного института международных отношений (МГИМО) МИД СССР.
В 1979—1986 годах работал в международном отделе газеты «Комсомольская правда».
В 1986—1990 годах — заведующий региональным корпунктом АПН во Франции и собственный корреспондент газеты «Московские новости» во Франции.
В 1990—1995 годах — обозреватель, член редколлегии газеты «Московские новости».
В 1995—1997 годах был автором и ведущим публицистической программы «Двойной портрет» (ВГТРК).
С 1997 года — главный редактор русского журнала «GEO».
В 1997—1998 годах — ведущий ежедневной политической программы «Подробности» (ВГТРК).
15 сентября 1998 года Указом президента Российской Федерации был назначен заместителем руководителя Администрации президента РФ — пресс-секретарём президента РФ. Остался исполнять обязанности пресс-секретаря при Борисе Ельцине после его отставки с поста президента РФ.

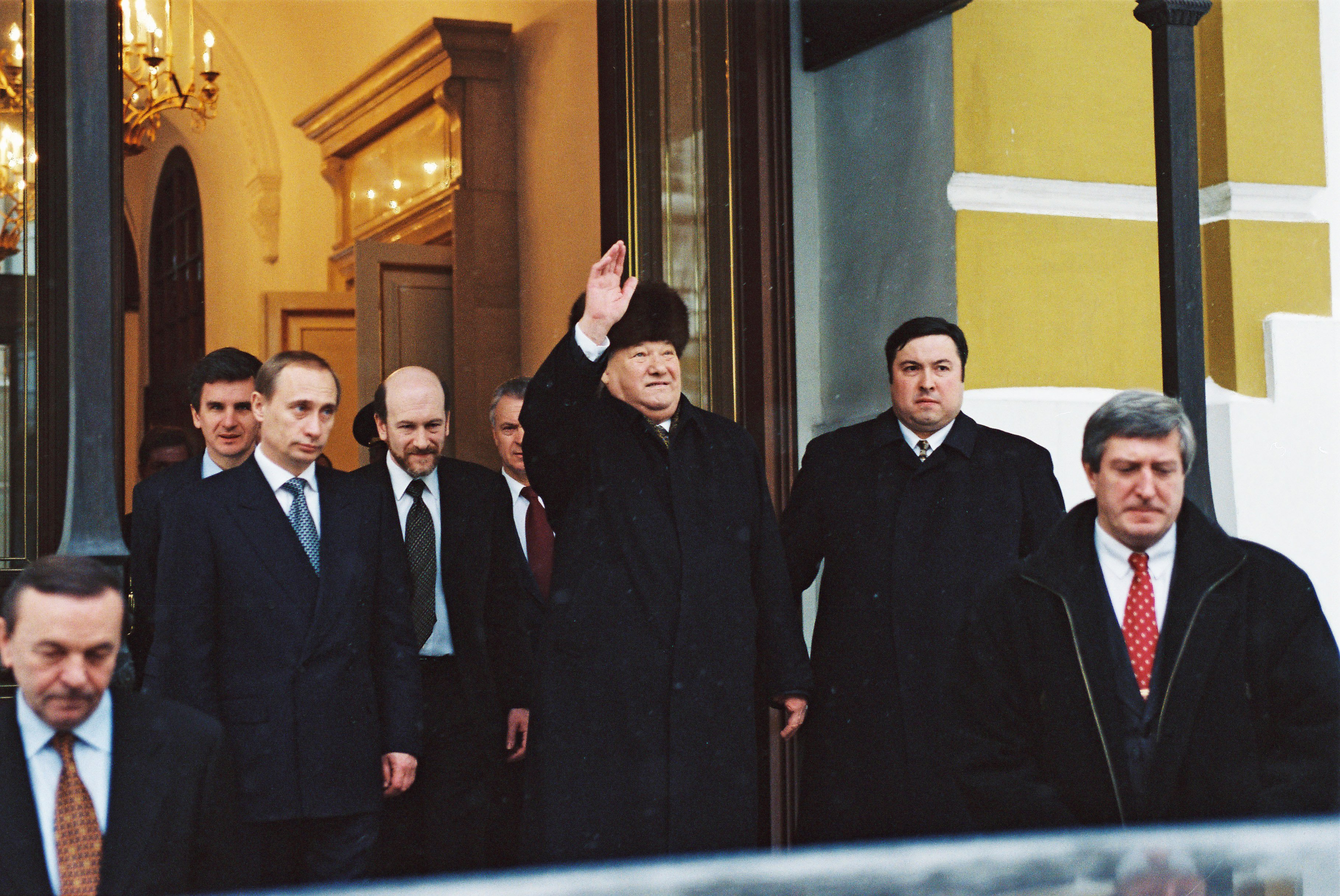
Д. Д. Якушкин, В. В. Путин, А. С. Волошин и Б. Н. Ельцин, 31 декабря 1999 года

В январе 2000 года был назначен помощником руководителя Администрации президента РФ.
Член правления «МДМ-банка» с апреля 2001 года.
С 2002 года Дмитрий Якушкин — исполнительный директор Российско-американского делового совета.
С 2006 года Якушкин работал GR-директором компании «Highland Gold Mining». В рамках его компетенции — обязанности по урегулированию коммуникаций во внешних связях компании.
В ноябре 2018 года заявил, что занимается только преподавательской работой и является профессором ВШЭ.
Женат, имеет сына. Жена Марина — дочь журналиста Генриха Боровика.